# Iwan Michailowitsch Skossyrew
Iwan Michailowitsch Skossyrew (russisch Иван Михайлович Скосырев ; * 15. April 1947 in Ust-Muta; † 19. Dezember 2022 in Omsk,) war ein sowjetischer Radrennfahrer und nationaler Meister im Radsport.

## Sportliche Laufbahn
1971 hatte er sein Debüt in der Nationalmannschaft, er startete in der Algerien-Rundfahrt und wurde dort Zweiter hinter Zbigniew Krzeszowiec aus Polen. 1973 gewann er mit Gennadi Komnatow, Rinat Scharafulin und Wiktor Skossyrew die nationale Meisterschaft im Mannschaftszeitfahren. 1972 wurde er Vize-Meister. Im Herbst 1973 siegte Skossyrew in der Bulgarien-Rundfahrt mit einem Etappensieg.
1974 gewann er in Frankreich das Etappenrennen Circuit Cycliste Sarthe vor Alain Meunier. Bei der Internationalen Friedensfahrt 1974 kam er auf den 21. Rang.

## Familiäres
Sein Bruder Wiktor Skossyrew war ebenfalls Radrennfahrer und fuhr für die sowjetische Nationalmannschaft.